# 蕭勱
吳平光侯蕭勱（？—6世紀），名一作勵，字文約，南蘭陵郡蘭陵縣（今江蘇省常州市武進區）人，南朝梁宗室，吳平忠侯蕭昺長子。

## 生平
蕭勱弱不好弄，喜慍不形於色，擔任太子洗馬時因母親去世而去職丁憂，極盡悲慟。服闋後，除太子中舍人。普通四年（523年），父親郢州刺史蕭昺卒於任上，傳喚蕭勱前赴郢州的人，出於建康到郢州路途遙遠的考慮，向其隱瞞了蕭昺的死訊，僅以病重為辭。蕭勱聞訊後，奔波前往郢州，到達後連續七日不進水漿。父親下葬後，蕭勱在墓旁建造草廬居住守孝，與親友隔絕往來。普通五年（524年），叔父蕭曇因在自家宅內私自鑄錢而下廷尉，蕭勱帶領昆弟群從前往求情，因其極盡哀毀，連門生故吏也沒有認出來。
蕭勱服闋後，襲封吳平縣開國侯，歷任淮南太守、宣城內史、豫章內史，以政績卓著升為廣州刺史。因廣州臨海，外國船舶來臨後，財物多遭到刺史的侵佔，致使每年前來的船舶不超過三艘。蕭勱赴任廣州後，潔身自好，每年前來的船舶多達十餘艘。此外，以前的廣州刺史多中飽私囊，不向朝廷進貢。蕭勱則一反常態，每年多次向朝廷進貢。梁武帝因此感歎道：「朝廷便是更有廣州。」後來，梁武帝下詔徵召蕭勱以本號還朝，適逢西江俚帥陳文徹進犯廣州境內的高要縣。梁武帝遂又下詔讓蕭勱留任廣州。不久，陳文徹降附。蕭勱出於南江危險、宜立重鎮的考慮，上表朝廷請求分廣州高涼等郡立新州。梁武帝聽從蕭勱的意見後，下敕立高州，以西江督護孫固為刺史，並再次徵還蕭勱入朝擔任太子左衛率。
蕭勱在返回建康的路上去世，追贈侍中，諡光侯。